# Обровац Сињски
Обровац Сињски је насељено место у саставу града Сиња, Сплитско-далматинска жупанија, Република Хрватска.

## Историја
До територијалне реорганизације у Хрватској налазио се у саставу старе општине Сињ.

## Становништво
На попису становништва 2011. године, Обровац Сињски је имао 804 становника.
| Број становника по пописима | Број становника по пописима | Број становника по пописима | Број становника по пописима | Број становника по пописима | Број становника по пописима | Број становника по пописима | Број становника по пописима | Број становника по пописима | Број становника по пописима | Број становника по пописима | Број становника по пописима | Број становника по пописима | Број становника по пописима | Број становника по пописима | Број становника по пописима |
| --------------------------- | --------------------------- | --------------------------- | --------------------------- | --------------------------- | --------------------------- | --------------------------- | --------------------------- | --------------------------- | --------------------------- | --------------------------- | --------------------------- | --------------------------- | --------------------------- | --------------------------- | --------------------------- |
| 1857                        | 1869                        | 1880                        | 1890                        | 1900                        | 1910                        | 1921                        | 1931                        | 1948                        | 1953                        | 1961                        | 1971                        | 1981                        | 1991                        | 2001                        | 2011                        |
| 439                         | 527                         | 585                         | 691                         | 756                         | 819                         | 913                         | 993                         | 1.015                       | 1.060                       | 1.041                       | 978                         | 987                         | 991                         | 913                         | 804                         |

Напомена: До 1931. исказивано под именом Обровац.

### Попис1991.
На попису становништва 1991. године, насељено место Обровац Сињски је имало 991 становника, следећег националног састава:
| Попис 1991.‍ | Попис 1991.‍ | Попис 1991.‍ | Попис 1991.‍ | Попис 1991.‍ |
| ----------- | ----------- | ----------- | ----------- | ----------- |
|             |             |             |             |             |
| Хрвати      | Хрвати      |             | 978         | 98,68%      |
| Срби        | Срби        |             | 2           | 0,20%       |
| непознато   | непознато   |             | 11          | 1,10%       |
| укупно: 991 |             |             |             |             |